# Ledenhof

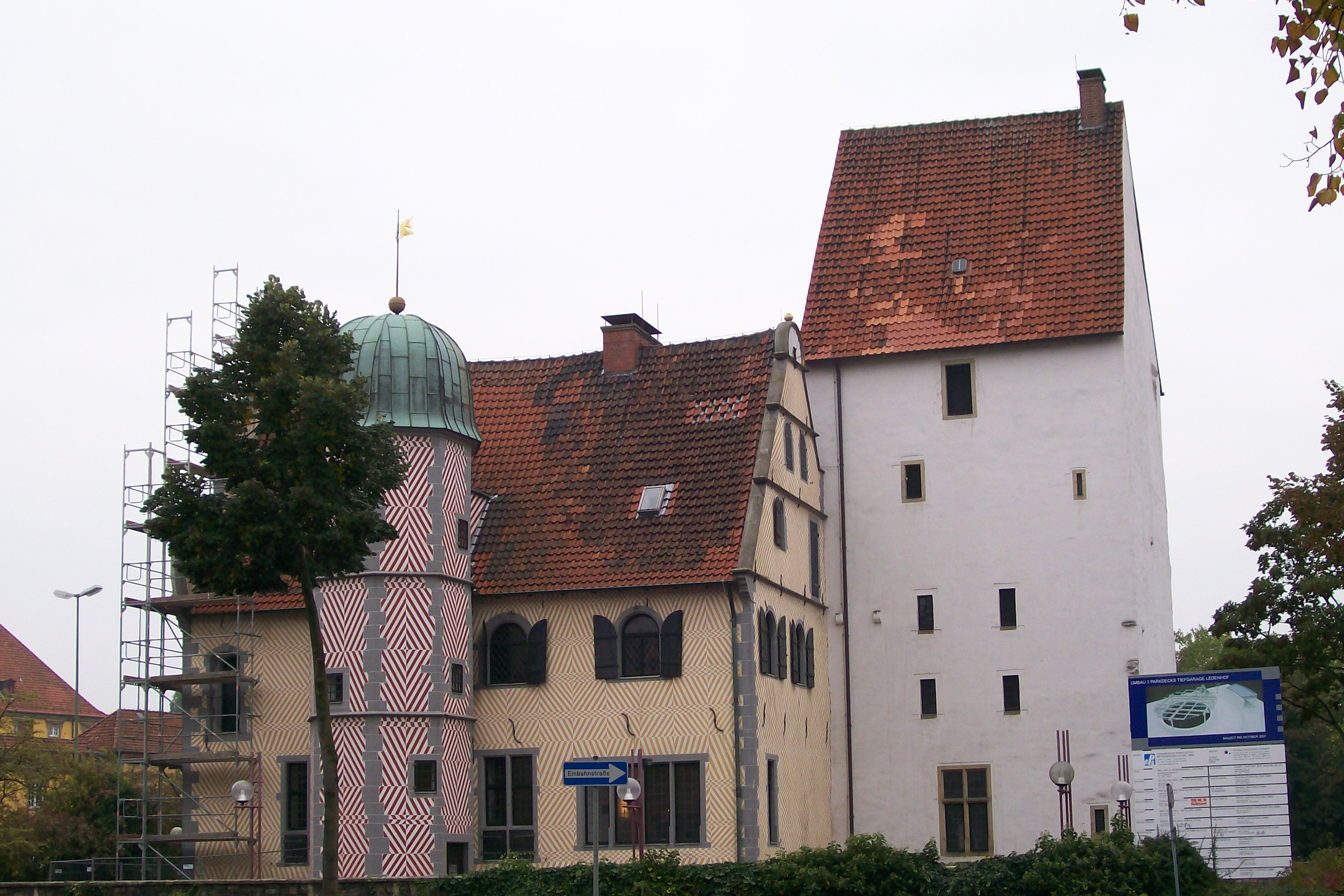
Der Ledenhof mit Steinwerk (rechts), Palas (Mitte) und Treppenturm (links) 2007

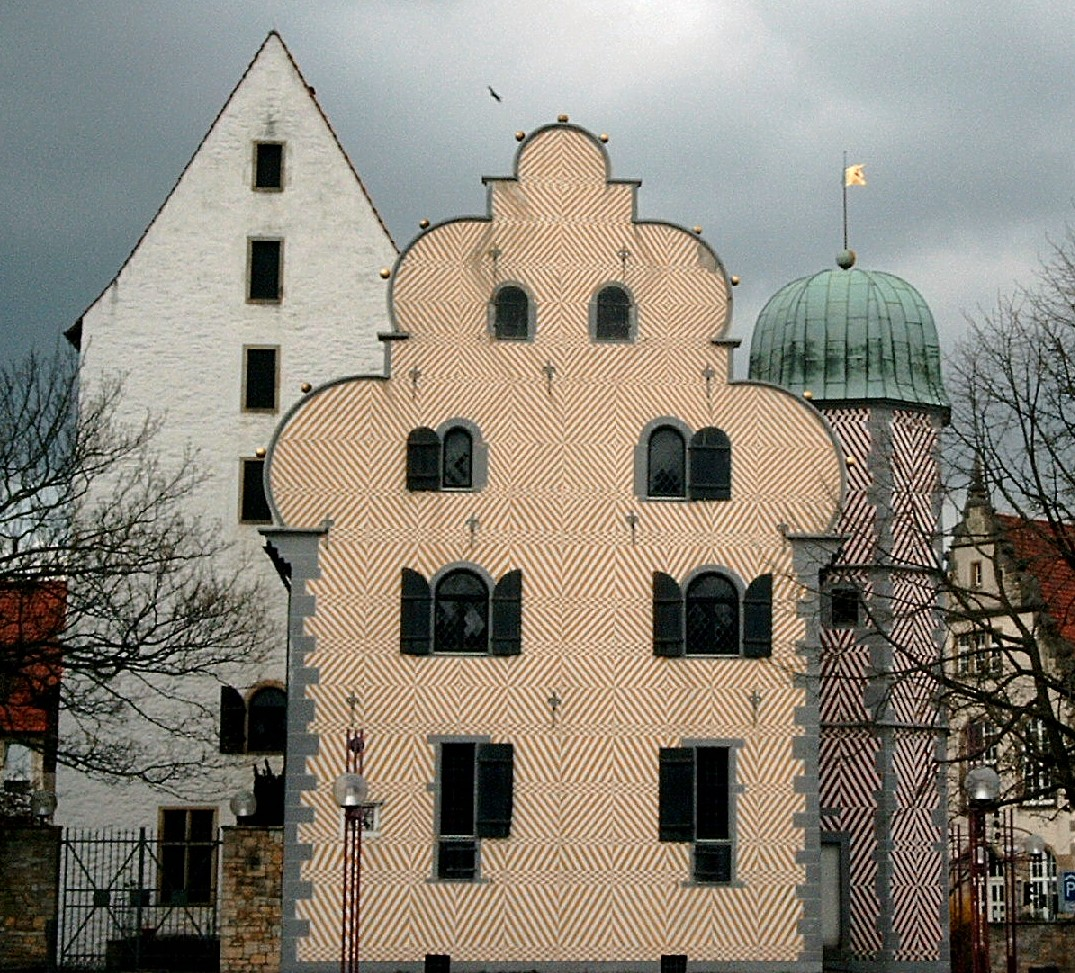
Der Ledenhof mit Steinwerk (links), Palas (Mitte) und Treppenturm (rechts)

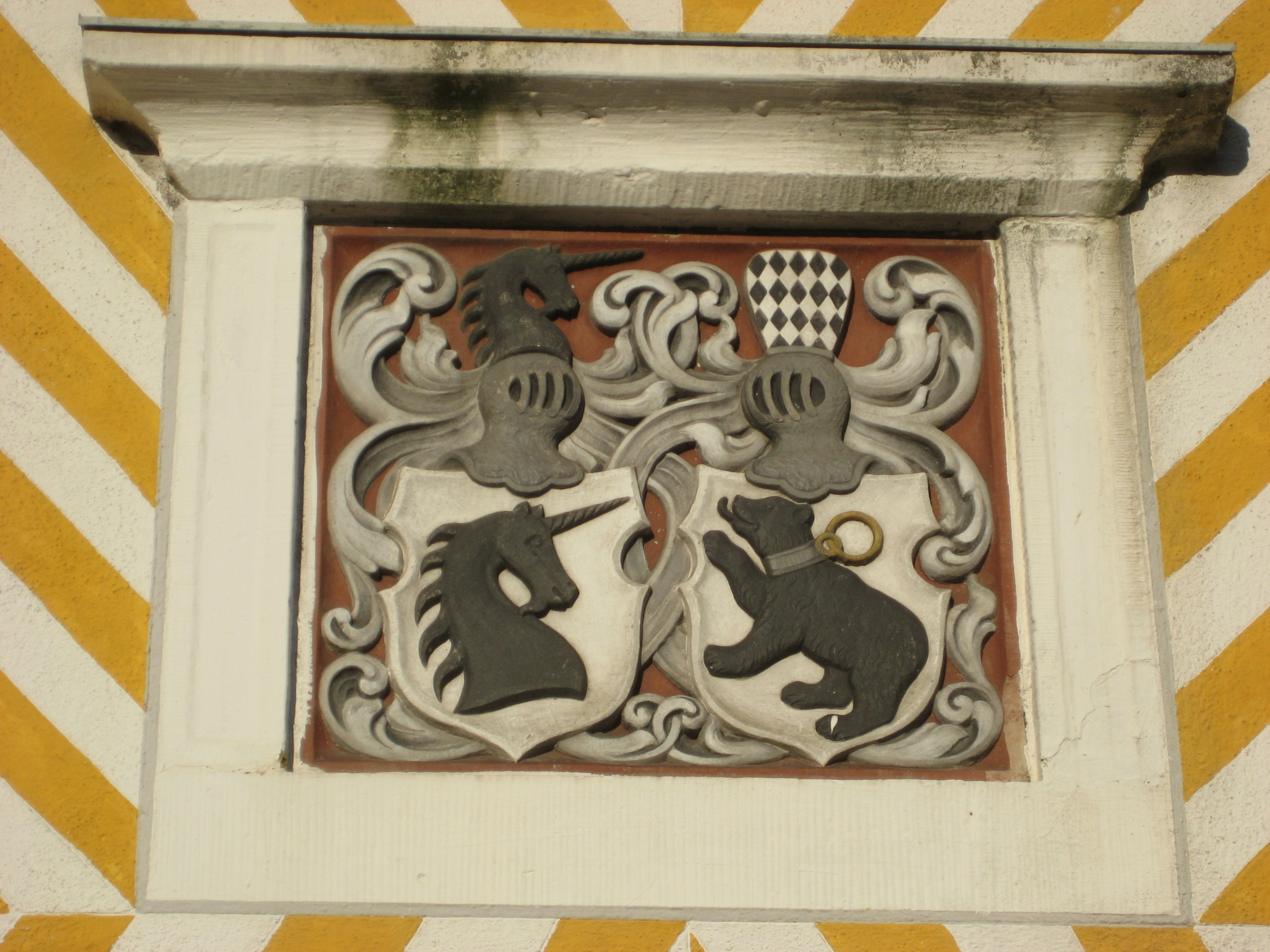
Wappen der Familien von Leden und von Bar am Palas

Der Ledenhof (früher auch Alte Münze) ist ein historisches Gebäude in der Stadt Osnabrück in Niedersachsen. Er war im Mittelalter der Stadtsitz des Patrizier- und Adelsgeschlechts von Leden. Von der einst umfangreichen Hoflage sind das siebengeschossige Steinwerk und ein Palas mit Treppenturm erhalten. Der Ledenhof ist seit 2002 Sitz der Deutschen Stiftung Friedensforschung.

## Geschichte
Der Name des Ledenhofs in der Nähe des barocken Osnabrücker Schlosses und der spätgotischen Katharinenkirche wurde 1499 erstmals urkundlich erwähnt. Der Weinhändler Johann Leden hatte sich Mitte des 14. Jahrhunderts am Rande der Osnabrücker Altstadt niedergelassen und baute dort ein Wohnhaus in Fachwerkbauweise und einen Weinspeicher. Auf den Resten dieses Wohnhauses baute der dritte Heinrich von Leden, dem der deutsche König und spätere Kaiser Maximilian I. 1499 weit reichende Privilegien verlieh, einen Palas. Der Ledenhof war noch im späten 18. Jahrhundert eine geschlossene Anlage um einen rechteckigen Innenhof mit Torhaus, wie die Du Plat’sche Karte der Stadt von 1787 zeigt. Wahrscheinlich befand sich im Ledenhof auch eine Münzwerkstatt. Die Bezeichnung Alte Münze wurde bis in die ersten Jahrzehnte des 20. Jahrhunderts für die Hoflage benutzt; erst Rudolf vom Bruch brachte den Namen Ledenhof mit seinem 1930 veröffentlichten Werk Die Rittersitze im Fürstentum Osnabrück wieder in Erinnerung. Im 19. Jahrhundert hatte der Ledenhof wechselnde Besitzer. So gehörten Teile des Anwesens dem Fabrikanten Heinrich Wilhelm Storck, andere hatten sich bis 1781 im Besitz der Grafen von Münster befunden. Im späten 19. Jahrhundert nutzten Friedrich August Koch und Ernst Conrad Kromschröder den Ledenhof unternehmerisch. Seit 1930 ist der Ledenhof im Besitz der Stadt Osnabrück. Im Zweiten Weltkrieg und in den Nachkriegsjahren drohten die noch bestehenden Gebäude des Ledenhofs zu verfallen. Zwischen 1964 und 1976 wurden das Steinwerk und der Palas umfassend saniert. Für die vorbildliche denkmalgerechte Restaurierung des Ledenhofs wurde die Stadt Osnabrück im Jahr 1980 mit der Europa-Nostra-Medaille geehrt. Der Ledenhof beherbergte anschließend die Musikbibliothek, ehe im Jahr 2002 die Deutsche Stiftung Friedensforschung ihren Sitz darin nahm.

## Gebäudeteile

### Steinwerk
Bedeutendster Bauteil des Ledenhofs ist das Steinwerk aus Bruchsteinmauerwerk mit Satteldach. Es ist eine Besonderheit mittelalterlicher Bauwerke Osnabrücks. Das Steinwerk des Ledenhofs, das in das 14. Jahrhundert datiert wird, hat Außenmaße von 9,15 mal 9,13 Meter. Es war anders als andere Steinwerke kein Wehrspeicher, wie aus der Bauform zu schließen ist, sondern diente als Lagerhaus. Der Eingang zum Keller, der nicht wie Wehrspeicher ein Gewölbe hat, liegt ebenerdig und war damit bequemer zugänglich als die Wehrspeicher mit hoch liegendem Zugang, die leichter zu verteidigen waren. Ursprünglich hatte das Steinwerk keinen Kamin. Im 15. Jahrhundert wurde das Steinwerk zu einem Bergfried mit sieben Geschossen und Ladeluken auf der Südseite aufgestockt. Der Bauherr des Palas, der dritte Heinrich von Leden, ließ einen Zugang vom Palas schaffen und eine heimlichkeit, eine Toilette, einbauen.

### Palas
Der Palas mit zwei Ziergiebeln wurde von Heinrich von Leden, dem dritten Träger dieses Namens in Folge, im 15. Jahrhundert als repräsentativer Wohnsitz erbaut. Das Erdgeschoss besteht aus einer vier Meter hohen Deele (Diele) von 9,64 mal 8,18 Meter, die als Wohnküche diente, mit einem dahinter liegenden Kammerfach von 3,84 mal 8,18 Meter, das durch zwei Türen neben dem Kamin zugänglich ist. Das Kammerfach, die kameren boven dem kelder, war vermutlich der Schlafraum von Heinrich von Leden und seiner Frau Margarete von Bar. Zum Obergeschoss mit Festsaal und Saalkammer führte eine Treppe, die erst im späten 16. Jahrhundert durch den Anbau eines polygonalen Treppenturms mit Spindeltreppe aus Eichenholz ersetzt wurde. Der Festsaal mit reicher Ornamentik auf der Balkendecke hatte einen Zugang zu einer Außengalerie auf der Ostseite. Die Galerie wurde aufgegeben, als der Treppenturm angebaut wurde. Aus diesem Stockwerk gab es einen Zugang zum Steinwerk. Der Palas war mit einer Dekorationsmalerei auf Putz aus rautenförmigen Bändern in Weiß und Gelb versehen, die bei der Sanierung erneuert wurde.

## Verschiedenes
Der Name Ledenhof wurde in der Zeit, als die Hoflage als Alte Münze bezeichnet wurde, auf die Fläche übertragen, auf der das Kloster Marienstätte gestanden hatte. Den Namen Ledenhof trägt heute auch eine Tiefgarage direkt neben dem Ledenhof. Die Bezeichnung Alte Münze blieb in einem Straßennamen am Ledenhof erhalten.

## Platz
Neben dem Ledenhof und gegenüber dem Schloss befand sich von 1977 bis 2023 ein gestalteter Platz. Er wurde vom Architekten Helge Bofinger (1940–2018) als Tiefgaragenabdeckung gestaltet Der Platz bestand aus rotbraunen Ziegelsteinen mit Kreiselementen, versetzten Höhensprüngen, Wasseranlagen, Bepflanzungen und einem Kiosk. 2023 wurde die Anlage durch Asphalt ersetzt; dies wurde mehrfach kritisiert.